# پتی بوید
پتی بوید (انگلیسی: Pattie Boyd؛ زادهٔ ۱۷ مارس ۱۹۴۴) مانکن، عکاس و پدیدآور اهل بریتانیا است.
وی نخستین همسرِ اریک کلپتون و همچنین نخستین همسرِ جرج هریسون بود و در سال ۲۰۰۷ میلادی کتابی دربارهٔ زندگی خصوصی‌اش چاپ کرد. عکس‌های او از این دو هنرمند موسیقی، در چندین نمایشگاه در سرتاسر جهان به‌نمایش درآمده است.
از فیلم‌ها یا برنامه‌های تلویزیونی که وی در آن نقش داشته است می‌توان به شب‌زنده‌داری با بزن و بکوب اشاره کرد.